# Saito Kazuki
Kazuki Saito (齊藤 和樹 Saitō Kazuki, sinh ngày 21 tháng 11 năm 1988) là một cầu thủ bóng đá người Nhật Bản thi đấu cho Fagiano Okayama.

## Thống kê câu lạc bộ
Cập nhật đến ngày 23 tháng 2 năm 2017.
| Thành tích câu lạc bộ | Thành tích câu lạc bộ | Thành tích câu lạc bộ | Giải vô địch | Giải vô địch | Cúp                   | Cúp                   | Cúp Liên đoàn | Cúp Liên đoàn | Tổng cộng | Tổng cộng |
| Mùa giải              | Câu lạc bộ            | Giải vô địch          | Số trận      | Bàn thắng    | Số trận               | Bàn thắng             | Số trận       | Bàn thắng     | Số trận   | Bàn thắng |
| Nhật Bản              | Nhật Bản              | Nhật Bản              | Giải vô địch | Giải vô địch | Cúp Hoàng đế Nhật Bản | Cúp Hoàng đế Nhật Bản | J. League Cup | J. League Cup | Tổng cộng | Tổng cộng |
| --------------------- | --------------------- | --------------------- | ------------ | ------------ | --------------------- | --------------------- | ------------- | ------------- | --------- | --------- |
| 2011                  | Roasso Kumamoto       | J2 League             | 7            | 0            | 0                     | 0                     | -             | -             | 7         | 0         |
| 2012                  | Roasso Kumamoto       | J2 League             | 30           | 4            | 2                     | 3                     | -             | -             | 32        | 7         |
| 2013                  | Roasso Kumamoto       | J2 League             | 37           | 8            | 1                     | 0                     | -             | -             | 38        | 8         |
| 2014                  | Roasso Kumamoto       | J2 League             | 41           | 7            | 1                     | 0                     | -             | -             | 42        | 7         |
| 2015                  | Roasso Kumamoto       | J2 League             | 41           | 12           | 3                     | 0                     | -             | -             | 44        | 12        |
| 2016                  | Júbilo Iwata          | J1 League             | 17           | 0            | 3                     | 3                     | 6             | 1             | 26        | 4         |
| Tổng                  | Tổng                  | Tổng                  | 173          | 31           | 10                    | 6                     | 6             | 1             | 189       | 38        |